# Moartea lui Stalin
Moartea lui Stalin este un film de comedie satirico-politic, regizat de Armando Iannucci, bazat pe romanul grafic francez La mort de Staline. Filmul descrie lupta din 1953 pentru ocuparea locului de „urmaș” al defunctului dictator Stalin.  

## Descriere
După transmisia radiofonică a unui concert de Mozart de către Radio Moscova, Iosif Stalin, care tocmai „trăgea concluziile” după o zi grea de lucru în mijlocul cercului restrâns de conducere, cere telefonic să i se trimită imediat o înregistrare a acestui concert. Însă concertul nefiind înregistrat din motive „bine cunoscute”, se încearcă în pripă reluarea lui în condiții absurde. Printre altele, pentru a avea aceleași condiții acustice, se aduc trecători de pe stradă pentru a completa sala cu spectatori, în locul celor deja plecați. Pianista Maria Yudina, a cărei familie fusese executată de către regimul lui Stalin, se lasă greu convinsă doar prin încasarea a cel puțin 20.000 ruble, să interpreteze la pian din nou. 
În coperta discului, care urmează să fie trimis la dacea lui Stalin printr-un curier, Yudina ascunde un bilețel, în care îl acuză pe dictator, că duce țara la pierzanie. Rămas singur, Stalin citește bilețelul, începe să râdă, face congestie cerebrală și cade paralizat la pământ. Cum nimeni nu avea curajul să intre în camera lui nechemat, este găsit abia în dimineața următoare în stare de inconștiență. Dintre membrii Comitetului Central anunțați de eveniment, primul sosește Lavrenti Beria, care descoperind biletul lui Yudina, îl ascunde imediat în buzunar. La scurt timp apare locțiitorul secretarului general al CC, Gheorghi Malenkov, care din cauza presupusei morți a lui Stalin, intră în panică. Beria îl sfătuiește însă, să preia el conducerea, sperând să îl manevreze pe acesta ca pe o marionetă. În afară de Ministrul de Externe Viaceslav Molotov, care în seara precedentă i-a dat lui Stalin o listă cu dușmanii săi, sosesc toți membrii CC-ului, printre care și secretarul Comitetului, Nikita Sergheevici Hrușciov. Abia acum aceștia îl scot pe Stalin din cameră și hotărăsc să fie consultat de un doctor. Însă acest lucru nu este chiar așa de simplu, deoarece aproape toți doctorii nu de mult  au fost arestați.
O luptă mascată pentru preluarea puterii izbucnește între Hrușciov și Beria. Șeful Serviciului Secret ordonă interzicerea intrării și ieșirii oricărui mijloc de transport din Moscova și predă NKVD-ul controlat de el care asigura securitatea Moscovei, Armatei Roșii. Beria îl iartă pe Molotov și pune persoanele neagreate de el, să fie arestate. Fiica lui Stalin,  Svetlana și fiul isteric Vasili, sosesc de asemenea la dacea, iar Hrusciov și Beria încearcă fiecare să le acapareze atenția în vederea obținerii prin copii lui Stalin a unei și mai mari influențe.
După patru zile Stalin moare. Membrii Comitetului Central se întorc la Moscova, în timp ce agenții NKVD jefuiesc vila și omoară toți martorii oculari.
Hrușciov îl caută pe Molotov în locuința acestuia, să îl câștige ca aliat, însă acesta refuză fiind stalinist convins și neacceptând astfel o scindare a partidului. Și Beria încearcă să îl atragă pe Molotov de partea sa, eliberând-o pe Polina, soția acestuia care fusese nu demult arestată de NKVD.

## Distribuție
| - Steve Buscemi - Nikita Hrușciov - Simon Russell Beale - Lavrenti Beria - Paddy Considine - Andreev - Rupert Friend - Vasili Stalin - Jason Isaacs - Gheorghi Jukov - Michael Palin - Viaceslav Molotov - Andrea Riseborough - Svetlana Stalina - Jeffrey Tambor - Gheorghi Malenkov - Adrian McLoughlin - Iosif V. Stalin | - Olga Kurylenko - Maria Yudina - Paul Whitehouse - Anastas Mikoian - Paul Chahidi - Nikolai Bulganin - Dermot Crowley - Lazar Kaganovici - Justin Edwards - Spartak Sokolov - Richard Brake - Tarasov - Jonathan Aris - Mejnikov - Roger Ashton-Griffiths - muzician - James Barriscale - generalul |

## Interzicerea filmului în Rusia
Mai multe instituții din Rusia  au solicitat interzicerea acestui film. În momentul premierei filmului la Londra, distribuitorul rus Volga Film, încă nu solicitase Ministerului Culturii eliberarea unei licențe, licență ulterior eliberată dar care după un anunț al Ministerului Culturii din 23 ianuarie 2018, a fost retrasă.  Un cinematograf care nu a oprit vânzarea de bilete și care a rulat filmul între 25 și 27 ianuarie, a fost amendat pentru aceasta.